# 73
73 (LXXIII) var ett normalår som började en fredag i den julianska kalendern.

## Händelser

### April
- 16 april – Romarna erövrar ökenfortet Masada, i ett av det romersk-judiska krigets sista slag. De överlevande försvararna begår massjälvmord, när nederlaget närmar sig [1].

### Okänt datum
- Plinius d.ä. blir prokurator i Hispania Tarraconensis.
- Domitianus blir konsul i Rom.
- Vespasianus påbörjar erövring av territorium öster om övre Rhen och söder om floden Main. Dessutom erkänner han försvarslinjerna längs övre och nedre Donau.
- Martialis skriver en satir om "militär feghet".
- Det andra Hankriget inleds med slaget vid Yiwulu.
- Ban Chao (Pan-Tch’ao) inrättar, i konkurrens med Xiongnufolket, ett kinesiskt protektorat över kungarna av Lop Nor och Khotan i Tarimsänkan, med målet att kontrollera sidenhandeln.

### Fotnoter
1. ↑  Det hände i dag